# Tobiáš z Bechyně
Tobiáš z Benešova (chybně též Tobiáš z Bechyně, 13. století – 1. března 1296) byl v letech 1278–1296 pražský biskup z rodu Benešoviců. Společně s dalšími dvěma pražskými biskupy je znázorněn na fresce v kostele sv. Bartoloměje v Kyjích.

## Život

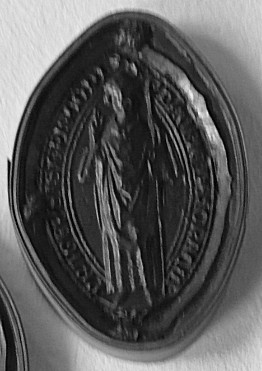
Tobiášova pečeť

### Původ
Pocházel z českého rodu Benešoviců. Jeho otcem byl Vok z Benešova. Tobiáš měl pravděpodobně sedm bratrů. Nejstarší byl Beneš ze Cvilína, dalším byl významný český pán Milota z Dědic. Dále to byli Robert, který předčasně zemřel a Ondřej, zakladatel rodu z Tvorkova. Dalšími bratry pravděpodobně byli Vok z Kravař a Benešova, Zbyslav ze Štráleka a Jan z Bučovic.

## Činnost
První zmínka o Tobiáši z Bechyně pochází z roku 1262, kdy byl zmíněn jako pražský a zároveň pasovský kanovník. V letech 1269 až 1270 působil jako mělnický probošt, v roce 1275 se stal ještě pražským a v roce 1277 vyšehradským proboštem. Tobiáš se stal pražským biskupem 15. listopadu 1278, ve funkci ho potvrdil 5. ledna 1279 olomoucký biskup Bruno ze Schauenburku, který byl k tomu zplnomocněn.
Po smrti Přemysla Otakara II. se Tobiáš dostal do sporu s Otou Braniborským, který byl pověřen regentstvím Království českého za tehdy nezletilého kralevice Václava, a který byl faktickým vládcem Čech. Tobiáš stál na straně české šlechty, což nelibě nesl braniborský biskup Gerhard, který vůči Tobiášovi podnikl několik nepřátelských činů. Tobiáš díky svým diplomatickým znalostem pomohl urovnat spor mezi Branibory a Čechy a zahájil jednání o návratu krále Václava II. na český trůn. Do přízně krále se dostal Záviš z Falkenštejna, který se postavil proti Tobiášovi. Biskup Tobiáš proto učinil odvetná opatření a výsledkem jeho politické obratnosti bylo osobní sblížení s Rudolfem Habsburským a následný sňatek jeho dcery Jitky s králem Václavem. Poté Záviš z Falkenštejna upadl v královu nemilost, což vyvolalo nenávist Vítkovců proti Tobiášovi a docházelo k ničení biskupských statků, např. k vypálení Týna nad Vltavou. Řádění Vítkovců ukončilo až vojenské tažení Rudolfa a Závišova poprava.
V Týně nad Vltavou vybudoval hrad a založil nové městské centrum. V letech 1286–1296 nechal založit město Horšovský Týn. Je také pravděpodobné, že se zasloužil o založení hradu Konopiště (kolem roku 1294).

### Závěr života
Tobiáš se dostal opět do čela české politiky. Časem ho z pozice vytlačili mladší Václavovi rádcové. Tobiáš se proto z politiky stáhl. Zemřel v Praze 1. března 1296.

## Hrob
Byl pohřben do biskupské krypty v katedrále svatého Víta za svatovítským oltářem. Fragment nápisové tabulky a ostatků byl nalezen při průzkumu roku 1928 a uložen ve sbírkách Pražského hradu.